# Archespor
Als Archespor wird bei Pflanzen das sporogene Gewebe bezeichnet, also diejenigen Zellen im Inneren eines Sporangiums bei Moosen, Farnen und Samenpflanzen, die sich später zu Sporenmutterzellen weiterentwickeln. 
Die Zellen des Archespors sind früh aufgrund ihres Plasmareichtums erkennbar. Bei Laubmoosen ist das Archespor eine zylindrische Schicht, die von der äußersten Schicht des Endotheciums gebildet wird. Das Archespor kann auch das Ganze Innere eines Sporangiums einnehmen, das Archespor kann eine Zellreihe sein oder – im Falle der Samenpflanzen – aus nur einer Zelle bestehen.
In den Pollensäcken der Staubblätter der Samenpflanzen lassen sich die Archesporzellen bereits früh in der Ontogenie in den vier Ecken des Staubblattprimordiums erkennen: sie sind groß, das Cytoplasma ist dichter als bei den umgebenden Zellen und die Kerne sind größer. Sie stehen in länglichen, oft halbmondförmigen oder plattenförmigen Reihen. 
Im Samenanlagen-Primordium werden mehrere hypodermale Zellen zum Archespor: Sie werden größer, die Zellkerne werden größer, das Cytoplasma dichter. In crassinucellaten Samenanlagen ist dies eine kleine Gruppe von Zellen, in tenuinucellaten Samenanlagen eine einzelne Zelle. In ersteren teilen sich die Zellen mehrmals und bilden außen parietale Zellen und innen sporogene Zellen. Bei letzteren reift die Zelle zur einzelnen Megasporenmutterzelle heran. 

## Belege
- Arthur J. Eames: Morphology of the Angiosperms. McGraw-Hill, New York, 1961, S. 138f., S. 290ff.
- Gerhard Wagenitz: Wörterbuch der Botanik. Die Termini in ihrem historischen Zusammenhang. 2., erweiterte Auflage. Spektrum Akademischer Verlag, Heidelberg/Berlin 2003, ISBN 3-8274-1398-2.